# Sunao Kasahara
Sunao Kasahara (笠原 淳 Kasahara Sunao?, nacido el 21 de julio de 1989 en Niigata) es un futbolista japonés que se desempeña como guardameta.

## Trayectoria

### Clubes
| Club           | País  | Año    |
| -------------- | ----- | ------ |
| FC Ryukyu      | Japón | 2014   |
| Saurcos Fukui  | Japón | 2015   |
| Grulla Morioka | Japón | 2016 - |

## Estadística de carrera

### J. League
| Club           | Año   | J. League | J. League | Copa J. League | Copa J. League | Total | Total |
| Club           | Año   | Part.     | Goles     | Part.          | Goles          | Part. | Goles |
| -------------- | ----- | --------- | --------- | -------------- | -------------- | ----- | ----- |
| FC Ryukyu      | 2014  | 10        | 0         | -              | -              | 10    | 0     |
| Grulla Morioka | 2016  | 0         | 0         | -              | -              | 0     | 0     |
| Grulla Morioka | 2017  | 0         | 0         | -              | -              | 0     | 0     |
| Total          | Total | 10        | 0         | 0              | 0              | 10    | 0     |